# Motorola RAZR D3
Motorola Razr D3 (XT919 o XT920) es un teléfono inteligente de gama media, parte de la familia Razr , fabricado por Motorola Mobility y lanzado en marzo del año 2013 .

## Características

### Redes
- 2G GSM 850/900/1800/1900
- 3G HSDPA 900/850/1900/2100

### Dimensiones
- Tamaño: 119.3 x 59.8 x 9.8 mm

- Peso: 120 g

### Pantalla
- TFT LCD Pantalla táctil capacitiva, 16M colores
- 1290x1080 px, 4.0'' (245 ppi)
- Corning Gorilla Glass 24

### Sonido
- 3.5mm entrada jack

### Almacenamiento
- Memoria interna de 4 GB (2 GB disponibles)

### Conexiones
- GPRS - 32/48 kbit/s
- HSDPA - 7.2 Mb/s
- HSUPA, 5.76 Mb/s
- WLAN - Wi-Fi 802.11 b/g/n, Wi-Fi Direct, DLNA, Wi-Fi Hotspot
- Bluetooth - v4.0
- NFC
- USB - microUSB v2.0

### Cámara
- 8 megapixeles
- Autoenfoque
- Flash led
- Detección de rostros
- Estabilización de imagen
- BSI
- HDR
- Video HD (720p), 30 fps
- Frontal: 1.2 megapixeles

### Procesamiento
- Chipset - Procesador Mediatek 6577T
- CPU - Dual-Core (1.2 GHz) Cortex-A9
- GPU - PowerVR SGX531
- RAM - 1 GB

### Sensores
- Acelerómetro
- Proximidad
- Brújula
- GPS

### Batería
- 2000mAh no removible

## Configuraciones y funciones
- Manuales interactivos Archivado el 26 de febrero de 2015 en Wayback Machine.